# 曽田立夫
曽田 立夫（そだ たつお、1949年（昭和24年）3月17日 - ）は、日本の実業家。三井不動産副社長、日本郵政副社長、公益社団法人日本ファシリティマネジメント協会副会長等を務めた。

## 人物・経歴
1971年一橋大学法学部卒業、三井不動産入社。1997年開発事業本部都市開発事業部長。1999年取締役経理部長。2002年常務執行役員経理部長。2003年常務取締役常務執行役員アセット本部長。2005年専務取締役専務執行役員監査室長。2006年専務取締役専務執行役員。2007年代表取締役副社長（経理部、情報システム部、関連事業部関係業務担当）。
2013年から厚木進、小松敏秀とともに日本郵政副社長になり、取締役兼代表執行役副社長として、日本郵政グループ上場を前に、新たな収益源として不動産事業の開発を進めた。2016年三井不動産特別顧問。2018年同社顧問。この他、公益社団法人日本ファシリティマネジメント協会副会長、三井記念病院理事、三井生命取締役、三井不動産レジデンシャル監査役、三井ホーム監査役等も務めた。
2003年公益社団法人日本橋法人会本部功労受彰。